# J. Laurent
Jean Laurent (Garchizy, 23 luglio 1816 – Madrid, 24 novembre 1886) è stato un fotografo francese, vissuto e operante a Madrid.

## Biografia
Jean Laurent, alias Juan Bautista Laurent y Minier, alias J. Laurent, nacque il 23 luglio 1816 a Garchizy, un piccolo villaggio nel dipartimento della Nièvre in Francia da cui emigrò nel 1843 a Madrid dove inizialmente si dedicò a confezionare lussuosi contenitori di cartone e di carte screziate pregiate interessandosi contemporaneamente ai progressi tecnologici della fotografia che proprio allora cominciava a svilupparsi.
Dal 1856 ebbe il suo primo studio fotografico nella centrale calle di San Jeronimo n. 39 a Madrid, che sembra fosse stato precedentemente lo studio del fotografo inglese Charles Clifford, fregiandosi dal 1861 al 1868 del titolo di Fotografo di S. M. la Reina, dove anche vendeva al pubblico le sue fotografie delle opere d'arte del Museo del Prado di cui era il fotografo ufficiale e di cui fu il primo a fotografarne sistematicamente tutte le opere d'arte.
Firmava tutte le sue opere semplicemente J. Laurent. Pubblicò una ventina di cataloghi di sue fotografie.
La tecnica da lui più usata era quella del collodio umido a cui seppe apportare modifiche inventando un supporto più sensibile. Per realizzare le fotografie dei paesaggi girava la Spagna in treno e si era fatto attrezzare una piccola carrozza per questo scopo dove sviluppava le sue lastre di vetro al collodio.
Le sue fotografie di Madrid, dei suoi personaggi e dei suoi maggiori avvenimenti della seconda metà del XIX secolo sono una documentazione storica e artistica unica che il Municipio di Madrid ha voluto onorare con una mostra antologica nel maggio del 2005.
Il Fine Art Museum di San Francisco, così come molti altri musei, conserva una ricca raccolta di sue fotografie dei maggiori capolavori d'arte del Museo del Prado di Madrid.

## Storia dello studio di J. Laurent
Ebbe diversi collaboratori tra cui il francese Alfonso Roswag Nogier (Schlestadt 1833- Madrid 1900), marito della sua figliastra Catalina Melina Dosch de Roswag (Hastingues 1842 - Madrid 1905) che nel 1883 risulta essere la proprietaria del suo ricco archivio fotografico, mentre il marito il 24 febbraio 1882 chiede il brevetto n. 2245 a la Oficina Española de Patentes y Marcas per una apparecchiatura fotografica. Dopo la morte di Alfonso Roswag Nogier lo studio fu mandato avanti da Joseph Jean Marie Lacoste y Borde (1872-...) per altri 15 anni in società da luglio 1902 a marzo 1904 con Ángel Redondo de Zúñiga.
Successivamente lo studio viene rilevato da Juana Roig Villalonga (Buñola 1877 - Madrid 1941) che continuerà ad operare con la antica denominazione di Casa Laurent fino al 1930 quando il suo ricco fondo fotografico entrerà in possesso di Joaquín Ruiz Vernacci (Madrid 1892- Madrid 1975) per poi essere acquisito dallo Stato spagnolo.